# 背斑狗母鱼
背斑狗母鱼（学名：Synodus fuscus），又名褐狗母魚、狗母梭、錦鱗蜥魚，為輻鰭魚綱仙女魚目合齒魚亞目合齒魚科狗母鱼属的鱼类。分布于日本海以及南海、东海等海域，主要栖息于100米水深的泥沙底质的海区中，體長可達17.2公分。该物种的模式产地在日本海。